# نوع قريب من الخطر

حالة الأنواع القريبة من الخطر، مقارنة بحالات الأنواع الأخرى على القائمة الحمراء للأنواع المهددة بالانقراض.

الأنواع القريبة من خطر الانقراض هي حالة حفظ يستخدمها الاتحاد العالمي للحفاظ على الطبيعة ومواردها لتصنيف الكائنات الحية ضمن قائمته الحمراء للأنواع المهددة بالانقراض، وهي تُمنَح لنوع أو صنف حي ربَّما يصبح مهدداً بالانقراض في المستقبل القريب، مع أنه لم يُصبح كذلك بعد. يهتم الاتحاد العالمي للحفاظ على الطبيعة بإعادة تقييم حالة الأنواع القريبة من الخطر باستمرار وبشكل منتظم، للتأكُّد من عدم تدهور وضعها أكثر. وقد ضمَّت القائمة الحمراء للأنواع القريبة من الخطر التي يصدرها الاتحاد في شهر يونيو من سنة 2012 حوالي 3,874 نوعاً حياً.
المعايير التي تستخدم في الحكم على حالة الأنواع القريبة من الخطر هي نفس معايير الأنواع غير المحصَّنة لكن مخفَّفة قليلاً، مثل تناقص أقلَّ في أعداد النوع أو انتشاره الجغرافي. يُمكن أن تكون بعض الأنواع التي قيِّمَت كقريبة من الخطر منذ سنة 2001 فصاعداً أنواعاً تحت الحماية، وهي حالة حفظ الغرض منها حماية الحيوانات بحيث لا تصبح مهددة بالانقراض. حالياً يوجد 402 نوع من الكائنات الحية مصنَّف كتحت الحماية، ويمكن لهذه الأنواع أيضاً أن تصنف ضمن الأنواع القريبة من الخطر.

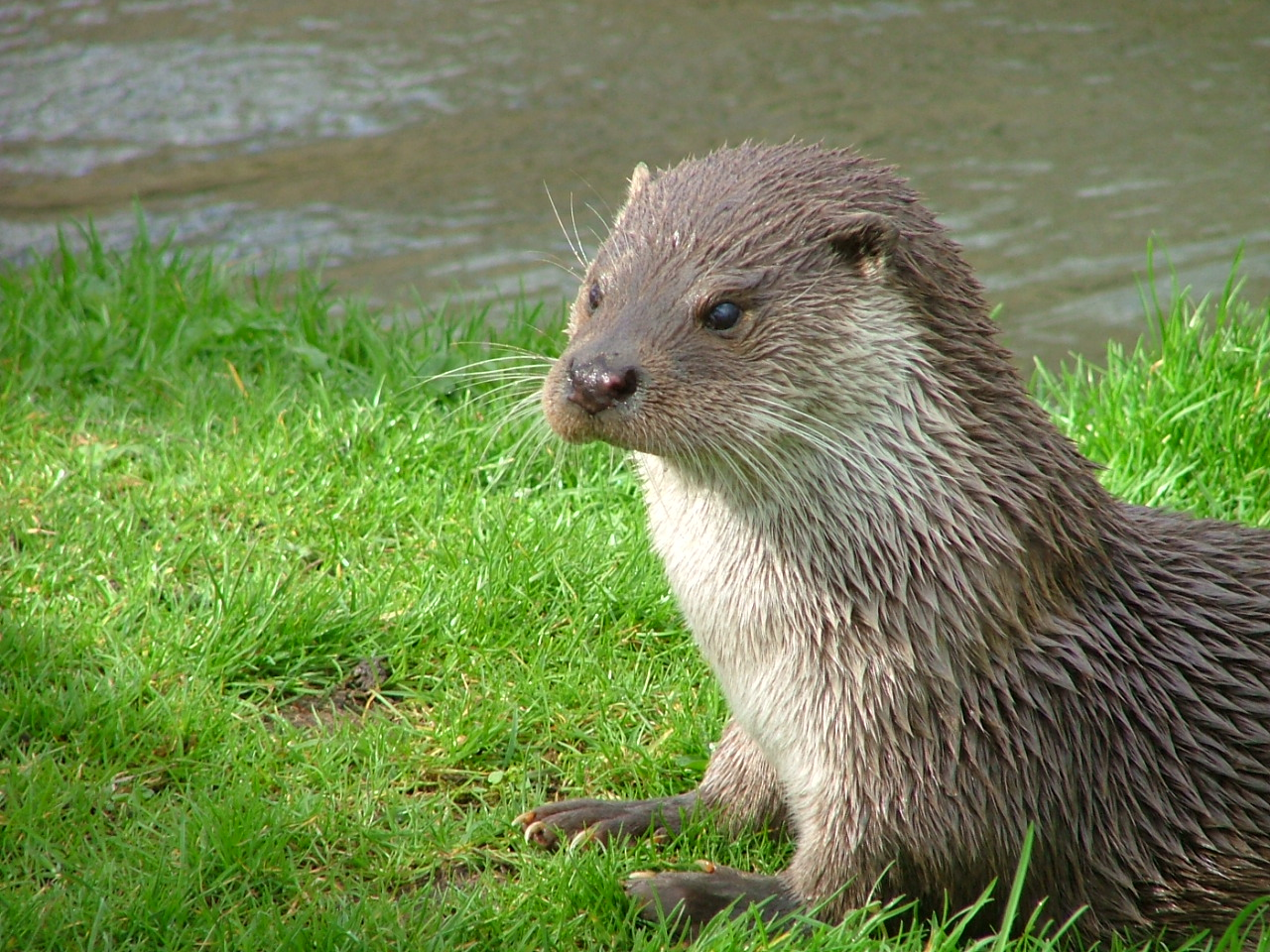
القضاعة الأوروبية، أحد أنواع الكائنات الحية القريبة من خطر الانقراض.

## إصدارة المعايير 2.3
كان يستخدم الاتحاد العالمي للحفاظ على الطبيعة قبل سنة 2001 الإصدار 2.3 لمعايير تصنيف حالات الحفظ، والذي تضمَّن حالة خاصة منفصلة للأنواع تحت الحماية. وفي نظام التصنيف هذا كانت تعد الأنواع القريبة من الخطر والأنواع تحت الحماية كلها تابعة لتصنيف رئيسي هو «الخطر الأدنى»، ولذلك فإن الأنواع التي قيمت لآخر مرة قبل سنة 2001 قد تحمل حالة تحت الحماية أو قريب من الخطر، لكن تصنيف تحت الحماية ألغي الآن، وبات صنف «القريب من الخطر» يشمله.